# Teutrante
Nella mitologia greca,  Teutrante o Teutra, figlio di Lisippe, chiamata anche Leucippe, era il re di Teutrania, in Misia.
Il suo regno era tanto grande da arrivare a toccare la foce del Caico.

## Il mito

### Il cinghiale
Teutrante, da giovane, partecipando ad una battuta di caccia, inseguì un enorme cinghiale. Alla fine, il re stava per ucciderlo quando l'animale iniziò a parlare, implorando pietà in nome di Artemide e poi trovando riparo proprio in un tempio della dea. Teutrante non esitò a finire la bestia.
Artemide, allora, infuriata, lo fece ammalare di lebbra e lo costrinse a vagare in solitudine. Teutrante guarì solo grazie alla madre, Leucippe, che placò la divinità portando con sé il veggente Polido. Egli riuscì a medicare il re grazie alle pietre "antipate" che si trovavano su quel monte.
La madre, in segno di gratitudine, non solo fece erigere una statua, ma ordinò la creazione di un gigantesco toro d'oro, capace di emulare il suo predecessore, e gridando di essere risparmiato.

### Auge e Telefo
Auge, figlia di Aleo e di Neera, fu desiderata da Eracle che la violentò. Da tale unione nacque un bambino, che la madre nascose intimorita nel tempio di Atena. Eracle subito riuscì a trovarlo e lo abbandonò sul monte Partenio, dove fu allattato da una cerva e poi raccolto da alcuni mandriani, che decisero di chiamarlo Telefo, proprio per via dell'insolita balia. Essi, non sapendo cosa fare del pargolo, lo portarono al loro signore che era Corito il re di Tegea.
La donna fu venduta come schiava grazie a Nauplio a Teutrante.
Una volta che Telefo diventò adulto, chiese all'oracolo di Delfi notizie sui suoi genitori: il responso fu di andare a cercare Teutrante in Misia. Quando Telefo venne a corte, Auge era diventata la regina di Teutrania: ella gli rivelò l'identità del padre (Eracle), mentre Teutrante gli diede in sposa la figlia Argiope, rendendolo il proprio erede, anche perché non aveva figli maschi.

### Altre versioni del mito
Secondo un'altra versione, Teutrante aveva adottato, e non sposato, Auge che cercava rifugio nel suo regno. A Telefo, giuntovi con il suo amico Partenopeo, alla ricerca della madre, furono offerti il regno e Auge come promessa sposa, purché prima sconfiggesse Ida, il figlio di Afareo, uno degli Argonauti, il quale stava preparando un assalto al regno della Misia.
Si racconta anche che Auge fu gettata in mare insieme al figlio: secondo questa versione fu lo stesso Teutrante a ritrovare i due e a sposare la donna, adottando il bambino. Anche il luogo di nascita di Telefo è dibattuto.

## Interpretazione e realtà storica
Robert Graves individua nella parte del mito che concerne la caccia al cinghiale la traccia di alcune tradizioni:
- Le pietre che avevano curato miracolosamente Teutrante si chiamavano antipate ed erano facili da trovare, anche in età storica, sul monte Teutrante.
- Secondo un rito tradizionale della Misia, un uomo doveva impersonificare Adone (ucciso nel mito da Apollo), essere travestito da cinghiale (cioè l'animale in cui si era trasformato il dio) e infine essere cacciato: soltanto se riusciva ad arrivare al tempio di Artemide, sorella di Apollo, egli avrebbe avuto salva la vita[14].

### Fonti antiche
- Plutarco, Dei fiumi 21
- Omero, Iliade
- Igino, Fabulae 99-100
- Strabone, XII, 571 e seguenti

### Traduzioni delle fonti
- Apollodoro, I miti greci VII edizione, Milano, Arnoldo Mondadori, 2004, ISBN 88-04-41027-2. Traduzione di Maria Grazia Ciani
- Igino, Miti, Milano, Adelphi Edizioni, 2000, ISBN 88-459-1575-1. Traduzione di Giulio Guidorizzi